# 文昌街道 (纳雍县)
文昌街道，是中华人民共和国贵州省毕节市纳雍县下辖的一个街道办事处。
2013年5月9日，贵州省人民政府批复同意撤销雍熙镇，以原雍熙镇沙锅寨村、石板河村、环城村、黄包包村、后寨村、左翼河村、果支村、坐勒村、闹地村、中寨村、猫场村等11个村（社区）地域为文昌街道办事处行政区域，办事处驻猫场社区。

## 行政区划
文昌街道下辖以下地区：
环城村、黄包包村、沙锅寨村、果支村、后寨村、猫场村、闹地村、石板河村、中寨村、左翼河村和坐勒村。